# Zelena, Krasîliv
Zelena (în ucraineană Зелена) este un sat în comuna Vaskivciîkî din raionul Krasîliv, regiunea Hmelnîțkîi, Ucraina.

## Demografie
Componența lingvistică a localității Zelena
     Ucraineană (98,64%)
     Alte limbi (1,36%)
Conform recensământului din 2001, majoritatea populației localității Zelena era vorbitoare de ucraineană (98,64%), existând în minoritate și vorbitori de alte limbi.